# Championnats du monde de tir à l'arc 1932
Navigation
Édition précédente Édition suivante
Les championnats du monde de tir à l'arc 1932 sont une compétition sportive de tir à l'arc organisés en 1932 à Varsovie, en Pologne. Il s'agit de la deuxième édition des championnats du monde de tir à l'arc.

## Palmarès
| Épreuves    | Or                                                       | Argent                                                    | Bronze                                         |
| ----------- | -------------------------------------------------------- | --------------------------------------------------------- | ---------------------------------------------- |
| Individuel  | Laurent Reth (BEL)                                       | Zbigniew Kosinski (POL)                                   | Janina Kurkowska (POL)                         |
| Par équipes | Pologne Zbigniew Kosinski Michal Sawicki Zygmunt Lotocki | Pologne Janina Kurkowska Marja Krolowna Marja Trajdosowna | France René Maureau Maurice Denape Paul Demare |